# Христіан Еренфрід фон Вайгель
Христіан Еренфрід фон Вайгель (нім. Christian Ehrenfried von Weigel або нім. Christian Ehrenfried Weigel, 2 травня 1748 — 8 серпня 1831) — німецький ботанік, професор ботаніки, міколог, хімік, професор хімії, а також лікар та доктор медицини.

## Біографія
Христіан Еренфрід фон Вайгель народився у місті Штральзунд 2 травня 1748 року.
Вайгель був директором ботанічного саду Грайфсвальда. Христіан Еренфрід фон Вайгель був членом Шведської королівської академії наук.
Він вів листування з видатним шведським вченим Карлом Ліннеєм. Його листування з Карлом Ліннеєм тривала з 17 травня 1768 року до 28 лютого 1774 року.
У 1775 році він був професором хімії та ботаніки в Університеті Грайфсвальда.
Христіан Еренфрід фон Вайгель помер у місті Грайфсвальд 8 серпня 1831 року.

## Наукова діяльність
Христіан Еренфрід фон Вайгель спеціалізувався на папоротеподібних, насіннєвих рослинах та на мікології.

## Публікації
- Observationes chemicae et mineralogicae II Partes (Gottingiae 1771 et Gryphiae 1773)[8].
- Vom Nutzen der Chemie (1774)[8].
- Der Einfluß chemischer Kenntnisse in der Oeconomie (1778)[8].
- Grundriß der reinen und angewandten Chemie (2 Bde. 1777)[8].
- De calore animale (1778)[8].
- Beiträge zur Geschichte der Luftarten (als Nachtrag zur Uebersetzung der Schriften von Lavoisier, 1784)[8].
- Anleitung zur allgemeinen Scheidekunst (1788—1794)[8].
- Magazin für Freunde der Natur-Lehre (Berlin 1794—1797)[8].
- Versuch einer Geschichte des Blaserohrs und seiner Anwendung (Crelle’s Beiträge IV, 1790, V, 1791)[8].

## Вшанування
Рід рослин вайґелія названо на його честь.